# Arabische bamboehaai
De Arabische bamboehaai (Chiloscyllium arabicum) is een vis uit de familie van epaulethaaien en bamboehaaien (Hemiscylliidae), orde bakerhaaien (Orectolobiformes), die voorkomt in het westen van de Indische Oceaan.
De wetenschappelijke naam werd voor het eerst geldig gepubliceerd in in 1980 door Evhen Pavlovich Gubanov.

## Beschrijving
De vis kan een lengte bereiken van 78 centimeter.

## Leefgebied
De Arabische bamboehaai is een zoutwatervis die voorkomt in subtropische wateren. De soort is voornamelijk te vinden in kustwateren. De diepte waarop de soort voorkomt is 3 tot 100 meter onder het wateroppervlak.

## Leefwijze
De Arabische bamboehaai is ovipaar en de 4 eieren die in een interval van 9 dagen aan het koraal worden vastgemaakt komen uit na 70-80 dagen.